# La Banderita
„La Banderita” este un pasodoble din zarzuela Las Corsarias cu muzica de Francisco Alonso și libret de Enrique Paradas și Joaquín Jiménez. Inițial cunoscut drept „El Pasodoble de la Bandera”, cântecul a fost adoptat de forțele armate spaniole în timpul războiului din Rif și, în prezent, este unul din marșurile utilizate de forțele armate ale Spaniei.

## Istoric
În 1919, după terminarea primului război mondial, atenția populației din Spania se îndrepta spre conflictul din Rif. În această atmosferă s-a jucat zarzuela Las Corsarias, a cărei acțiune avea loc în nordul Africii. Zarzuela, cu muzica de Francisco Alonso și libret de Enrique Paradas și Joaquín Jiménez, a avut un succes foarte mare, melodia preferată a publicului fiind „El Pasodoble de la Bandera”, un cântec cu versuri patriotice, de preamărire a steagului Spaniei. Cântecul era interpretat de eroina principală a zarzuelei, purtătoare a steagului, însoțită de un cor de femei.
În câteva luni, pasodoble-ul numit de public „La Banderita” devenise popular printre soldații spanioli din Africa, iar în forma sa instrumentală a devenit unul dintre cele mai cunoscute marșuri militare spaniole. În momentul întețirii confictului, acordurile pasodoble-ului răsunau în stațiile de cale ferară și porturile în care soldații trimiși spre Rif își luau rămas bun de la apropiați. Însuși regele Alfonso al XIII-lea a recunoscut că fredona „La Banderita” atunci când se bărbierea. În urma succesului cântecului, regele l-a decorat pe Francisco Alonso cu Marea Cruce a Ordinului Alfonso al XII-lea pentru acestă compoziție.

## Text
| Text original în limba spaniolă | Traducere în limba română |
| Pasodoble de la Bandera | Pasodoble-ul Drapelului |
| "Allá por la tierra mora; allá, por tierra africana, un soldadito español de esta manera cantaba: Como el vino de Jerez y el vinillo de Rioja son los colores que tiene la banderita española. Cuando estoy en tierra extraña y contemplo tus colores y recuerdo tus hazañas, mira si yo te querré, banderita de mi alma, que lloro, y las lagrimitas no me salen a la cara". Como el vino de Jerez y el vinillo de Rioja son los colores que tiene la banderita española. Siempre he de rendirme a tu paso con veneración. Sólo con mirarte das alientos a mi corazón". Banderita, tú eres roja, banderita, tú eres gualda; llevas sangre, llevas oro en el fondo de tu alma. El día que yo me muera, si estoy lejos de mi patria, sólo quiero que me cubran con la bandera de España". | Acolo în țara maurilor; acolo, pe pământ african, un mic soldat spaniol a cântat următoarele versuri : cum e vinul de Jerez și vinișorul de Rioja sunt culorile stegulețului spaniol Când sunt pe tărâmuri străine Privesc culorile tale și îmi amintesc de faptele tale, vezi că te iubesc, steagulețul sufletului meu, că plâng, și lacrimile mici Nu se pot vedea pe față. Cum e vinul de Jerez și vinișorul de Rioja sunt culorile stegulețului spaniol Mereu trebuie urmez Calea ta cu evlavie. Și doar privindu-te Îmi încurajezi inima. Stegulețule, ești roșu, stegulețule, esti auriu; porți sânge, porți aur adânc în sufletul tău. În ziua în care voi muri, dacă sunt departe de patria mea, Nu doresc decât să fiu acoperit cu steagul Spaniei. |

## Situația actuală
Pasodoble-uleste inclus în lista cântecelor utilizate de armata spaniolă. În versiunea sa instrumentală, este interpretat în momentul în care noii recruiți, care depun jurământul, vin să sărute Steagul. De asemenea, este cântat în paradele militare și este prezent în aproape toate concertele de muzică militară. În versiunea sa militară, textul inițial a fost în mică măsură modificat.
| Text original în limba spaniolă | Traducere în limba română |
| La Banderita | Stegulețul |
| Allá por la tierra mora, allá por tierra africana, un soldadito español de esta manera cantaba: Como el vino de Jerez y el vinillo de Rioja son los colores que tiene la banderita española, la banderita española. Cuando estoy en tierra extraña y contemplo tus colores y me acuerdo de mi España, mira si yo te querré. Como el vino de Jerez y el vinillo de Rioja son los colores que tiene la banderita española , la banderita española. Banderita tú eres roja, banderita tú eres gualda, llevas sangre llevas oro en el fondo de tu alma. El día que yo me muera si estoy lejos de mi Patria, sólo quiero que me cubran con la Bandera de España. | Acolo în țara maurilor; acolo, pe pământ african, un mic soldat spaniol a cântat următoarele versuri : cum e vinul de Jerez și vinișorul de Rioja sunt culorile stegulețului spaniol stegulețului spaniol Când sunt pe tărâmuri străine Privesc culorile tale și îmi amintesc de faptele tale, vezi că te iubesc, Cum e vinul de Jerez și vinișorul de Rioja sunt culorile stegulețului spaniol stegulețului spaniol Stegulețule, ești roșu, stegulețule, esti auriu; porți sânge, porți aur adânc în sufletul tău. Ziua în care voi muri dacă sunt departe de patria mea, Vreau doar să fiu acoperit cu steagul Spaniei. |